# Byrkjelo
Byrkjelo es una localidad de la provincia de Sogn og Fjordane en la región de Vestlandet, Noruega. A 1 de enero de 2017 tenía una población estimada de 294 habitantes.

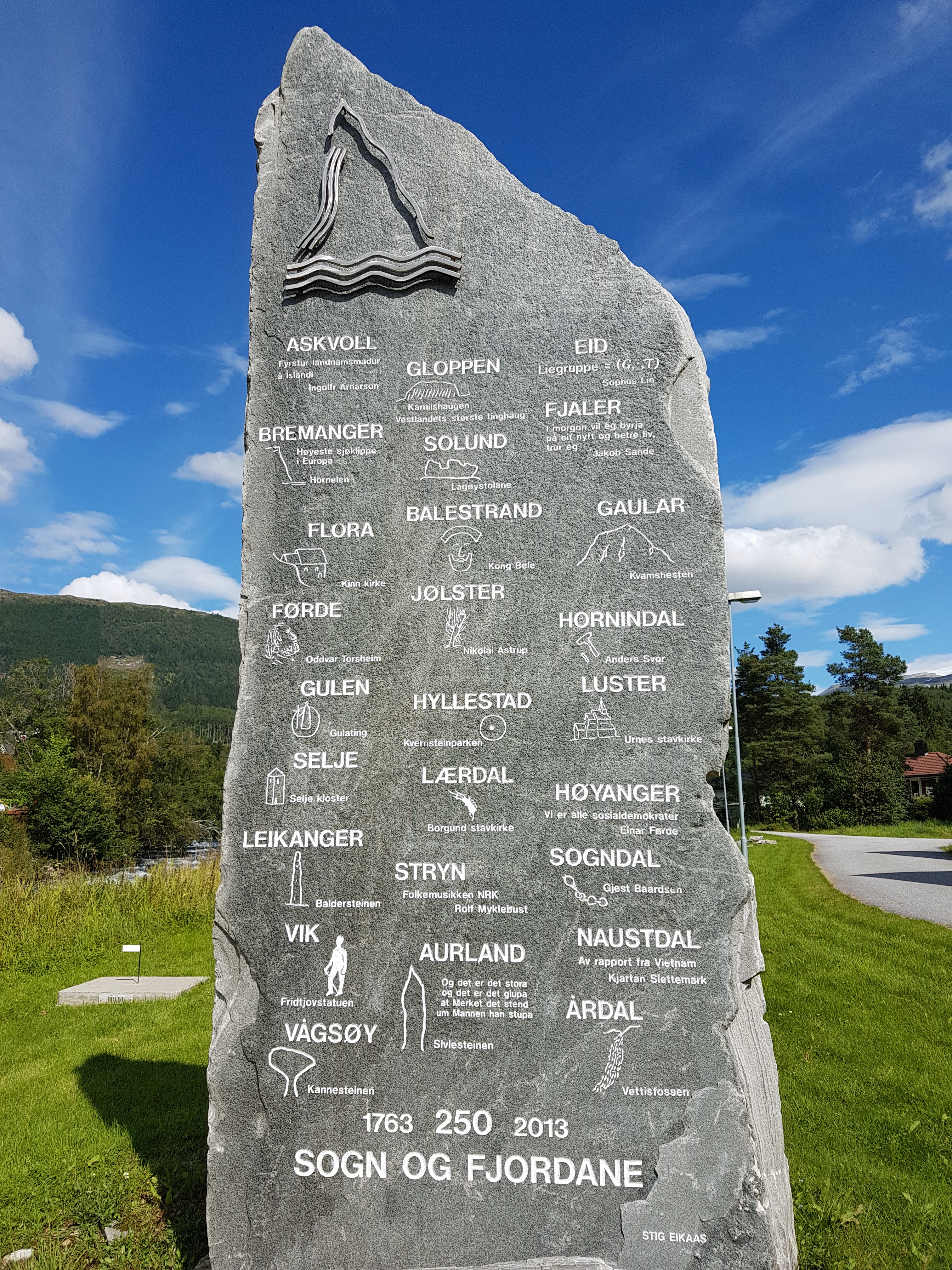
Piedra en el museo al aire libre de Byrkjelo mostrando algunos pueblos de Sogn og Fjordane y sus puntos de interés

Se encuentra ubicado al oeste del país, cerca del glaciar Jostedal —el mayor de la Europa continental— y del lago Hornindalsvatnet que, con 514 metros de profundidad, es el más profundo de Europa.